# Ferrari F1-75
El Ferrari F1-75 fue un monoplaza de Fórmula 1 diseñado por Scuderia Ferrari para disputar la temporada 2022. Fue manejado por Charles Leclerc y Carlos Sainz Jr..
El chasis fue anunciado el 1 de febrero de 2022, y presentado oficialmente el día 17 del mismo mes.

## Resultados
(Clave) (negrita indica pole position) (cursiva indica vuelta rápida)

| Año     | Motor          | Neu. | N.º | Pilotos          | 1   | 2   | 3   | 4    | 5   | 6   | 7   | 8   | 9   | 10  | 11   | 12  | 13  | 14  | 15  | 16  | 17  | 18  | 19  | 20  | 21  | 22  | Puntos | Pos. |
| ------- | -------------- | ---- | --- | ---------------- | --- | --- | --- | ---- | --- | --- | --- | --- | --- | --- | ---- | --- | --- | --- | --- | --- | --- | --- | --- | --- | --- | --- | ------ | ---- |
| 2022    | 066/7 V6 Turbo | P    |     |                  | BHR | ARA | AUS | EMI  | MIA | ESP | MON | AZE | CAN | GBR | AUT  | FRA | HUN | BEL | NED | ITA | SIN | JPN | USA | MEX | SÃO | ABU | 554    | 2.º  |
| 2022    | 066/7 V6 Turbo | P    | 16  | Charles Leclerc  | 1   | 2   | 1   | 62   | 2   | Ret | 4   | Ret | 5   | 4   | 12   | Ret | 6   | 6   | 3   | 2   | 2   | 3   | 3   | 6   | 46  | 2   | 554    | 2.º  |
| 2022    | 066/7 V6 Turbo | P    | 55  | Carlos Sainz Jr. | 2   | 3   | Ret | Ret4 | 3   | 4   | 2   | Ret | 2   | 1   | Ret3 | 5   | 4   | 3   | 8   | 4   | 3   | Ret | Ret | 5   | 32  | 4   | 554    | 2.º  |
| Fuente: |                |      |     |                  |     |     |     |      |     |     |     |     |     |     |      |     |     |     |     |     |     |     |     |     |     |     |        |      |